# Per-Axel Wiktorsson
 Per-Axel Herbert  Wiktorsson, född 16 mars 1937 i Askers församling, är en svensk nordist, språkhistoriker, urkundsutgivare och professor.  
Per-Axel Wiktorsson föddes  som son till lantbrukare Axel Elis Wiktorsson (född i Lerbäcks församling 1896) och hans maka Anna Maria Wiktorsson (född Gustafsson, i Svennevads församling 1898). Han avlade studentexamen vid Karolinska högre allmänna läroverket i Örebro 1956.  Per-Axel Wiktorsson är sedan år 1966 gift med Barbro Adéle Wiktorsson (född Tryggveson, i Laxarby församling, Dalsland 1936). Han blev fil. kand. 1960, fil. mag. 1963, fil. lic. i nordiska språk 1968 och 1976 fil. dr  vid Uppsala universitet på avhandlingen Södermannalagens B-handskrift. Textens historia och språk och förordnades som docent vid Institutionen för nordiska språk vid Uppsala universitet 1977. Han var varit redaktör för ordboken Sveriges medeltida personnamn 1971-82, då utgivningen fördes fram till slutet av bokstaven G. Åren 1982-94 var han redaktör vid Svenskt diplomatarium vid Riksarkivet. 1995 blev han universitetslektor vid Högskolan i Örebro, biträdande professor 1997 och utnämndes 1999 till professor i svenska språket vid Örebro universitet. Han har också utgivit monografin Avskrifter och skrivare. Studier i fornsvenska lagtexter samt 1989 textutgåvan Magnus Erikssons landslag enligt Cod. Ups. B 23. Han publicerade 1996 tillsammans med Eva Odelman Dalslands diplomatarium".
2006 utgav Per-Axel Wiktorsson ut Skrivare i det medeltida Skara stift och 2011 Äldre Västgötalagen samt 2015 den viktiga handboken Skrivare i det medeltida Sverige i fyra band, 2019 den s.k. Mariestads lagbok 1597 dvs. Magnus Erikssons stadslag enligt Mariestadshandkriften (KB B 129) och 2020 en diplomatarisk utgåva jämte översättning till nutidssvenska av Fornsvenska legendariet i fyra band. År 2022 gav han ut boken En annan uppfattning och 2023 Studenter från svensk medeltid.

## Tryckta skrifter
Fullständig bibliografi är tryckt i boken Språk och lag. En vänskrift till Per-Axel Wiktorsson på 70-årsdagen 16 mars 2007, sidorna 87-94. Den kompletteras i hans bok En annan uppfattning, 2022, sidorna 242–248.